# Moldova 1
Moldova 1 este canalul public de televiziune din Republica Moldova, difuzat terestru în format analogic și digital.

## Istoric
Prima televiziune din RSS Moldovenească și-a început emisia pe 30 aprilie 1958, la ora 19:00. Lucrările pentru montarea antenei de emisie au început în septembrie 1957 și s-au terminat trei luni mai târziu. Pilonul metalic din Chișinău are o înălțime de 196 de metri. Astăzi însă nu se mai emite de acolo. La începutul anului 1958 a fost montată aparatura de producție și emisie de proveniență rusă. Pe 25 aprilie primul semnal cu mira de control a fost emis în eter. În aceeași perioadă sunt puse în vânzare în Chișinău primele televizoare de producție sovietică „Avangard”, „Bielorus”, „Zvezda” (Steaua) și „Rekord”. În prima zi de emisie pe 30 aprilie, după discursul inaugural al Agripinei Crăciun, adjuncta președintelui Sovietului Miniștrilor din RSS Moldovenească] a fost difuzat un jurnal de actualități cinematografice – „Moldova Sovietică”, filmul „Refrene Moldovenești” și un concert susținut de un grup de artiști de estradă din Leningrad (Sankt Petersburg). Pe 24 decembrie 1958 se face prima transmisiune directă din exterior cu ajutorul carului de reportaj. Din 1963 Televiziunea din Chișinău trece la emisia zilnică. În 1974 se începe emisia în culori, sistem SECAM-D. În 1991 TVM difuzează programe primite de la Televiziunea Română. În 1992 Televiziunea Moldovenească devine membră a Uniunii Europene de Radio și Televiziune (UER).
Un al doilea canal, intitulat TV Moldova Internațional, a fost inaugurat pe 1 ianuarie 2007 cu emisiuni preluate în proporție de 40% de la canalul intern Moldova 1. Acesta și-a încetat emisia la 1 ianuarie 2013.

## Caracteristici tehnice
În prezent, Televiziunea Publică Moldova 1 dispune de 2 studiouri cu suprafața totală de 900 m2. Distribuția în teritoriu se face prin rețeaua Societății Publice de Radiocomunicații din Moldova. Nu există serviciu de teletext. În paralel, se face și o distribuție prin cablu în sistem PAL B. Principala emisiune informativă a zilei, „Mesager” este difuzată la ora 19:00. Televiziunea difuzează un program propriu zilnic de 24 de ore din 24.

## Directori
- Andrei Timuș (februarie 1958 – aprilie 1961)
- Mihail Onoicenco (iulie 1961 – martie 1966)
- Ion Podoleanu (martie 1966 – martie 1968)
- Valentin Șleagun (mai 1968 – septembrie 1974)
- Ion Busuioc (august 1975 – decembrie 1988)
- Mihail Strașan (martie 1989 – ianuarie 1990)
- Constantin Pârțac (ianuarie 1990 – aprilie 1994)
- Dumitru Țurcanu (aprilie 1994 – noiembrie 1997)
- Iurie Tăbârță (noiembrie 1997 – iulie 1999)
- Arcadie Gherasim (iulie 1999 – iunie 2000)
- Anatol Barbei (iunie 2000 – septembrie 2001)
- Iurie Tăbârță (septembrie 2001 – iunie 2002)
- Alexandru Grosu (iunie 2002 – august 2003)
- Sergiu Prodan (august 2003 – octombrie 2003)
- Victor Moraru (ianuarie 2004 – aprilie 2004)
- Victor Tăbârță (aprilie 2004 – decembrie 2004)
- Adela Răileanu (decembrie 2004 – decembrie 2009)
- Angela Sârbu (februarie 2010 - februarie 2012)
- interimar - Efim Josanu (februarie 2012 - decembrie 2013)
- Mircea Surdu (decembrie 2013 - 2017)
- Ecaterina Stratan (septembrie 2017 - 2021)
- Corneliu Durnescu (decembrie 2021 - prezent)

## Emisiuni originale
- „Cuvintele Credinței”
- „Moldova în direct”
- „Dezbateri electorale”
- „Butonul Roșu”